# San Esteban del Toral
San Esteban del Toral es una localidad y pedanía perteneciente al municipio de Bembibre, situado en la comarca de El Bierzo.
Está situado en la CV-157-14.

## Demografía
Tiene una población de 56 habitantes, con 31 hombres y 25 mujeres.